# Берк, Мик
Майкл «Мик» Берк (англ. Michael Burke; 1941, Уиган, Великобритания — 26 сентября 1975, Эверест, Тибет) — британский альпинист, кинооператор-высотник. Участник многих «новаторских» альпинистских экспедиций, в том числе на Аннапурну по южной стене 1970 года — положившей начало эры экстремально сложных гималайских восхождений, а также Британской экспедиции на Эверест 1975 года по юго-западной стене, во время которой пропал без вести во время финального штурма вершины в условиях резко ухудшившейся погоды. Погиб, предположительно, во время спуска.

## Биография
О ранних годах жизни сведений нет. Родился в Уигане, Великобритания. Начальные навыки в альпинизме получил, начав с восхождений в Озёрном крае. В 1964 году прошёл ребро Бонатти на Пти-Дрю, а в 1965-м повторил американскую диретиссиму (англ. American Direct, Гэри Хэмминг и Ройал Роббинс) на этот же пик — сложнейшие маршруты в Альпах. В 1966 году вместе с Крисом Бонингтоном Мик был участником команды, документировавшей для СМИ восхождение по новому маршруту на Эйгер команды Джона Харлина, и в этом же году стал участником одной из самых масштабных в истории спасательных операций в Альпах — спасения двух немецких альпинистов — Хейнца Рамиша и Германа Шриделля, оказавшихся во время восхождения по стене Пти-Дрю в безвыходном положении в 250 метрах от вершины, и проведшими на крохотной полке десять дней (ход спасательной операции освещали крупнейшие СМИ, её возглавлял Гэри Хэмминг, а в ней также принимал участие Рене Демезон).
В 1967 году Берк вместе Дугалом Хэстоном совершил зимнее восхождение на Маттернхорн по северной стене, а в 1968-м в составе англо-аргентинской команды предпринял одну из первых попыток восхождения на Серро-Торре. Годом позже Берк стал первым из британцев (с Робом Вудом), кто прошёл маршрут Нос на Эль-Капитан (Йосемити, США).
Начиная с 1970 года для Берка началось время восхождений в Гималаях. В 1970-м он был приглашён Крисом Бонингтоном для участия в экспедиции на Аннапурну по южной стене, в которой многое сделал для её успеха. В 1972-м в составе британской экспедиции Бонингтона Берк штурмовал Эверест по юго-западной стене (вместе с Дагом Скоттом и Дугалом Хэстоном тогда удалось достичь высоты 8300, после чего пришлось отступить), и, наконец, в 1975 году принял участие в новой экспедиции на третий полюс по неприступной юго-западной стене, которая, на этот раз закончилась успехом — 24 сентября на вершину взошли Даг Скотт и Дугал Хэстон. Два дня спустя — 26 сентября, было решено сделать повторное восхождение, на которое вышли две штурмовых связки — Питер Бордман и шерпа Петемба, и Мик Берк с Мартином Бойсеном. Бойсен сошёл с маршрута из-за проблем с кислородным оборудованием, а Берк решил продолжить восхождение в одиночку, чтобы попытаться снять уникальные кадры заключительной части подъёма. Последний раз его видели Бордман и Петемба во время спуска с вершины после успешного восхождения, когда, в условиях ухудшающейся погоды, до вершины Мику оставалось около ста метров по простому гребневому маршруту (он даже предложил Бордману и Петембе вернуться, чтобы запечатлеть их восхождение, но из-за проблем с кислородным оборудованием у Бордмана альпинисты договорились начать совместный спуск чуть ниже, но эта встреча так и не состоялась). Мик Берк пропал без вести, предположительно, уже во время спуска с Эвереста в результате срыва или обвала снежного карниза. Ни его тела, ни каких-то его следов не обнаружено.
После смерти альпиниста Би-би-си и Королевским географическим обществом была учреждена премия памяти Мика Берка (англ. Mick Burke Award), вручаемая за лучший любительский документальный фильм в жанре Outdoor.